# Gian Paolo Daldello
Gian Paolo Daldello (Genova, 29 maggio 1969) è un paroliere e cantautore italiano.

## Biografia
Figlio di Paola Orlandi e del discografico Gianni Daldello, nipote di Nora Orlandi, ha inciso canzoni e sigle televisive.
Inizia la sua carriera musicale nel 1977 nel coro di Arturo Zitelli con la sigla del telefilm Zorro, seguita poi dalla sigla dell'anime Remì le sue avventure (cantata insieme al compositore e direttore d'orchestra, nonché autore della sigla stessa, Vince Tempera), incisa quando aveva dieci anni e che gli conferisce la prima visibilità.
Tra il 1988 e il 1991 incide alcune sigle per l'etichetta Five Record, scritte da Vincenzo Draghi, tra cui A tutto gas, Capitan Dick, Sceriffi delle stelle, Tartarughe Ninja alla riscossa, He-Man e Cuore.
Interprete per diletto, si è occupato per la Panarecord e poi la EMI italiana della selezione delle colonne sonore di spot pubblicitari. Per Emi è stato responsabile della distribuzione digitale ed ha insegnato per alcuni anni a Milano Economia della musica e diritti di sincronizzazione, presso l'Università Cattolica del Sacro Cuore. Si è laureato in lingue e letterature straniere presso l'università IULM di Milano con una tesi in filosofia estetica. Lasciato il campo musicale, si occupa di stampa artistica e fotografia, conservazione e archiviazione delle immagini, oltre a fare il professore.

## Discografia

### Singoli
- 1980 - La balena Giuseppina/Giuseppina non lasciarmi mai
- 1989 - Capitan Dick/Sceriffi delle stelle (come Giampi Daldello)
- 1989 - Motori in pista/A tutto gas (come Giampi Daldello)
- 1989 - I rangers delle galassie
- 1989 - Tartarughe Ninja alla riscossa
- 1990 - Cuore

### Partecipazioni

#### Album
- 1989 - Supercampioni (album)
- 1990 - Fivelandia 8 (album)
- 1990 - Cristina D'Avena e i tuoi amici in TV 4  (album)
- 1991 - Bim Bum Bam - Volume 1 (album)

#### Singoli
- 1977 - Un'avventura di Zorro/Zorro (singolo split di Michele Gammino e di Zig Zag Ensemble)
- 1977 - Zorro/Zorro (Theme Song) (singolo di Zig Zag Ensemble)
- 1979 - La Canzone di Topolino/La canzone di Topolino (Disco Version) (singolo di Zig Zag Ensemble)
- 1979 - Remi - Le sue avventure (singolo dei I Ragazzi di Remi)